# فرينتوش (ألبرتا)
فرينتوش (بالإنجليزية: Ferintosh, Alberta)‏ هي قرية تقع في كندا في ألبرتا. يقدر عدد سكانها بـ 181 نسمة ومساحتها 0.62 كم2 و وترتفع عن سطح البحر 760 متر.